# Charn
Charn (Engels: Charn) is een fictieve stad op een onbekende wereld uit Het neefje van de tovenaar van De Kronieken van Narnia door C.S. Lewis. De naam Charn zou door Lewis afgeleid kunnen zijn van het Engelse "charnel house" (knekelhuis).

## Ligging en geografie
De zon van Charn is groot, rood en koud; er hangt in de buurt van de zon nog één ster (een planeet of een Witte Dwerg). Dit duidt er op dat de wereld al erg oud is. Jadis zegt ook, als Digory onze zon omschrijft, dat onze wereld nog een jonge wereld is.
Charn was compleet vernietigd nadat Jadis en de kinderen het verlieten om naar het Woud tussen de Werelden in te gaan, waar de poel die de ingang naar Charn vormde was opgedroogd.

## Het neefje van de tovenaar
De enige levende persoon in Charn tijdens het verhaal van Het neefje van de tovenaar is Jadis, de laatste Koningin. Zij en haar zus vochten een lange oorlog. Uiteindelijk, verslagen en tegen een overgave aan, spreek Jadis het Allesverwoestende Woord uit, dat alle levende dingen onder de zon, met uitzondering van haarzelf, doodt, een mogelijke link naar de atoombom. Na dit alles tovert ze zichzelf in een diepe slaap die verbroken wordt als Digory Kirke - die in Charn arriveerde samen met Polly Plummer - een hamer tegen de bel slaat die in de zaal staat waar Jadis slaapt. Aslan waarschuwt de kinderen voor ze teruggaan dat er ook in onze wereld mensen zijn die bereid zijn het allesverwoestende woord uit te spreken.